# Maanvis (Pterophyllum)
De maanvis (Pterophyllum scalare) behoort tot de cichliden (Cichlidae). Hij heeft een hoge rug, is ongeveer 10 tot 15 centimeter lang en 18 tot 25 centimeter hoog. De maanvis is geen snelle zwemmer. Hij houdt zich niet graag in open water op, maar laat zich liever door stromingen meedrijven door riet en plantenmassa's. De maanvis heeft een voorliefde voor de Vallisneria.
De soort komt voor in Zuid-Amerika: de rivieren van Guyana en Noord-Brazilië zijn de meest algemene vanggebieden.
Er bestaat enige verwarring over de naam van deze vis en die van de maanvis (Mola mola), een bij ons inheemse zoutwatervis die in het Nederlands ook bijna altijd maanvis genoemd wordt. De maanvis (Pterophyllum scalare) wordt daarom soms ook de gewone maanvis genoemd.

## Geslachtsonderscheid
Dit is zeer lastig te zien. Soms is het mannetje wat intenser van kleur maar dit geeft geen uitsluitsel. Alleen tijdens de paring is het verschil duidelijk, dan heeft het vrouwtje een geslachtspapil (net voor de anaalvin)